# M4 (baioneta)
A baioneta M4 foi introduzida em 1944 para uso com a carabina M1. Foi construída com base na faca de combate M3.

## Descrição
A baioneta M4, como a faca de combate M3 que a precedeu, foi projetada para produção rápida usando um mínimo de metais estratégicos e processos de usinagem. Ela usava uma lâmina de ponta de lança estilo baioneta relativamente estreita de 17,1cm com um fio secundário afiado de 8,9cm. A lâmina era feita de aço carbono e azulada ou parkerizada. A produção do cabo de madeira ranhurada foi posteriormente simplificada pela formação do punho de arruelas de couro empilhadas que eram moldadas girando em um torno, depois polidas e envernizadas. A cruzeta de aço tinha um anel da boca do cano de baioneta e o retém de baioneta está no pomo. Modelos posteriores usavam um cabo de plástico moldado preto. O desenho básico foi usado para as baionetas M5, M6 e M7 posteriores.

## Bainhas

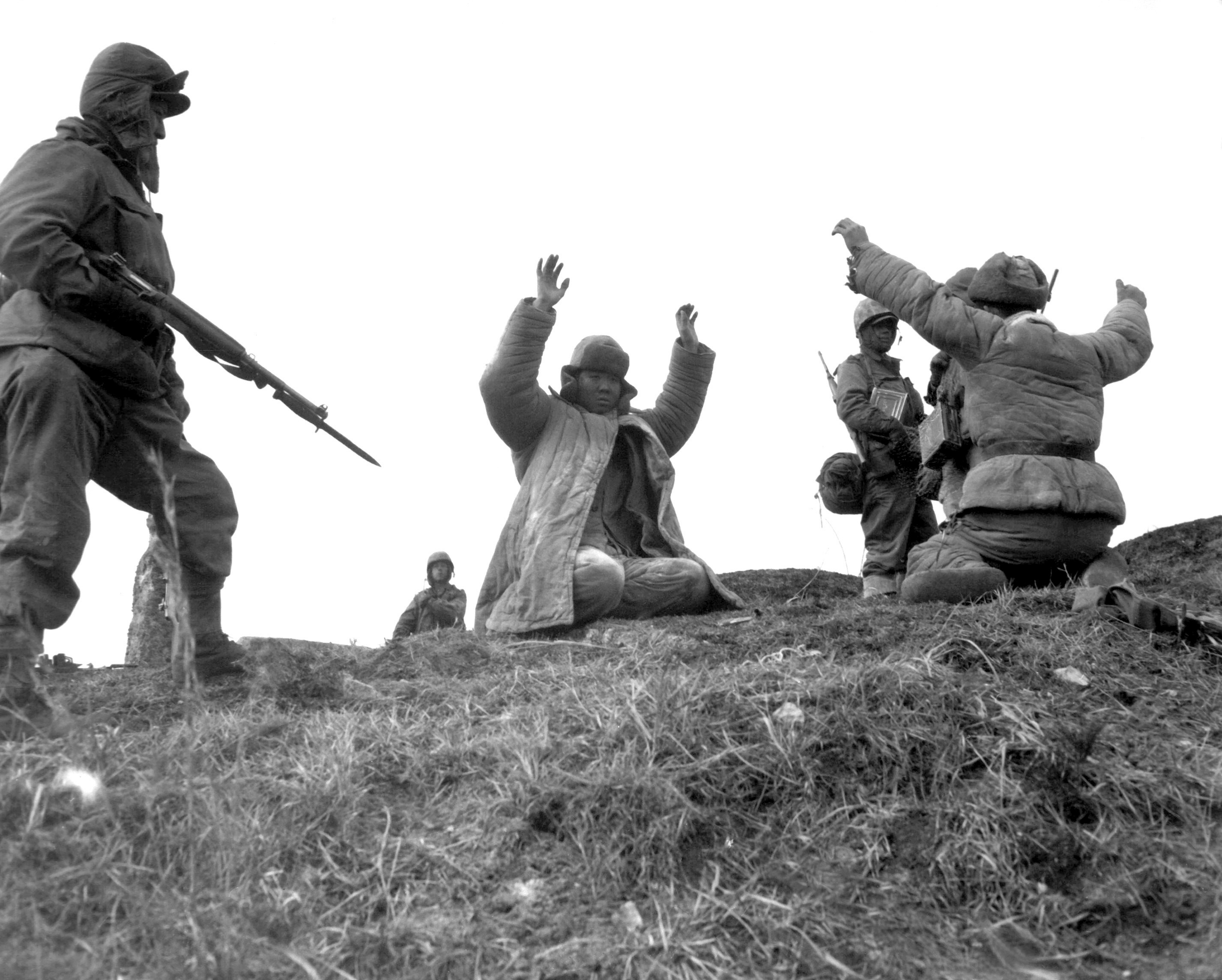
Soldados dos EUA protegendo prisioneiros de guerra chineses durante a Guerra da Coreia. O soldado em evidência porta uma Carabina M2 com baioneta M4 calada.

Existem duas variações desta bainha, ambas com corpo de fibra de vidro verde-oliva e boca de aço. A versão inicial da bainha M8 tinha apenas uma presilha para cinto e não tinha o gancho duplo das bainhas de baioneta anteriores para prender em equipamentos de transporte de carga, como a mochila M1910. A bainha M8A1 aprimorada fabricada posteriormente na Segunda Guerra Mundial possui o gancho de arame dobrado M1910. O flange da boca da bainha é estampado "US M8" ou "US M8A1" na peça plana de aço junto com as iniciais do fabricante. Algumas bainhas M8 foram posteriormente modificadas com a adição do gancho M1910. Posteriormente, as bainhas M8A1 foram fabricadas com uma aba estendida modificada no gancho da correia para fornecer mais espaço para a baioneta M5, que roçava no cabo mais largo da baioneta. Esta bainha é adequada para todas as baionetas americanas do pós-guerra, incluindo as M4, M5, M6 e M7. Também foi usada com a faca de combate M3.